# Варденик
Варденик (арм. Վարդենիկ) — село в Гехаркуникской области Армении. Расположено в 143 км от Еревана, в 2 км от юго-западного берега озера Севан и в 10 км на восток от Мартуни, на берегах реки Варденис. Крупнейшее село Армении по численности населения.

## История
Основан в 1828 году на месте разрушенной деревни, в основном переселенцами и беженцами из Западной Армении в ходе русско-турецкой войны. Известно, что часть жителей составляют жители с гаваров Тарона и Сасуна западной Армении. В селе есть церковь Святой Богородицы (IX век), которая долгие годы не действовала. Есть сведения, что на территории Варденика ещё в дохристианские времена было поселение, его несколько раз разрушали, людей переселяли, потом заново строили. Церковь Святой Богородицы была построена в IX веке, в XIV веке её разрушили войска Тамерлана. Последний раз церковь разрушили большевики. В 2003 году церковь окончательно отреставрирована на средства уроженца села, предпринимателя М. Микаеляна. На втором этаже церкви размещён музей села, в котором среди разного рода экспонатов хранится найденный в 2001 г. под дверью церкви один из межевых камней (13-й по счёту), поставленных во II в. до н. э. армянским царем Арташесом I (189—160 годы до н. э.) для разграничения общинных и частных земель. Высота найденного межевого камня, как и остальных, хранящихся ныне в Государственном музее истории Армении в Ереване, примерно 70 см, ширина — 30 см, толщина — 20 см. На территории села есть старое кладбище (XIII—XVII вв.) с многочисленными хачкарами. В 1956—1980 годы в селе выпускалась газета «Варденик» под редакцией Дж. Казаряна.